# Даут Осман
Даут Идриз Осман е български икономист и политик от ДПС. Народен представител от парламентарната група на ДПС в XL Народно събрание. По професия е икономист със специалност Маркетинг.

## Биография
Даут Осман е роден на 21 май 1956 година в село Самуил (Разградско).
На местните избори в България през 2003 година е избран за общински съветник от ДПС в Община Самуил. На парламентарните избори в България през 2005 година е избран за народен представител от парламентарната група на ДПС.